# Harpactea serena
Harpactea serena là một loài nhện trong họ Dysderidae.
Loài này thuộc chi Harpactea. Harpactea serena được Eugène Simon miêu tả năm 1907.